# West Indies Cricket Team in Neuseeland in der Saison 1994/95
Die Tour des West Indies Cricket Teams nach Neuseeland in der Saison 1994/95 fand vom 22. Januar bis zum 13. Februar 1995 statt. Die internationale Cricket-Tour war Bestandteil der Internationalen Cricket-Saison 1994/95 und umfasste zwei Tests und drei ODIs. Die West Indies gewannen die Test-Serie 1–0 und die ODI-Serie 3–0.

## Vorgeschichte
Neuseeland spielte zuvor in einem Vier-Nationen-Turnier in Südafrika, die West Indies eine Tour in  Indien.
Das letzte Aufeinandertreffen der beiden Mannschaften fand in der Saison 1986/87 in Neuseeland statt.

## Stadien
Die folgenden Stadien wurden für die Tour als Austragungsort vorgesehen.
| Stadion        | Stadt        | Kapazität | Spiele          |
| -------------- | ------------ | --------- | --------------- |
| Eden Park      | Auckland     | 50.000    | 1. ODI          |
| Lancaster Park | Christchurch | 38.628    | 1. Test; 3. ODI |
| Basin Reserve  | Wellington   | 11.000    | 2. Test; 2. ODI |

## Kaderlisten
Die folgenden Kader wurden von den Mannschaften benannt.
| Test | Test | ODI | ODI |
| Neuseeland | West Indies | Neuseeland | West Indies |
| --- | --- | --- | --- |
| - Simon Doull - Stephen Fleming - Matthew Hart - Richard Jones - Danny Morrison - Darrin Murray - Dion Nash - Adam Parore - Ken Rutherford - Murphy Su'a - Shane Thomson - Bryan Young | - Jimmy Adams - Curtly Ambrose - Keith Arthurton - Kenny Benjamin - Kenny Benjamin - Sherwin Campbell - Shivnarine Chanderpaul - Rajindra Dhanraj - Brian Lara - Junior Murray - Courtney Walsh - Stuart Williams | - Nathan Astle - Mark Douglas - Simon Doull - Roydon Hayes - Richard Jones - Gavin Larsen - Danny Morrison - Adam Parore - Dipak Patel - Ken Rutherford - Shane Thomson - Justin Vaughan - Bryan Young | - Jimmy Adams - Curtly Ambrose - Keith Arthurton - Kenny Benjamin - Kenny Benjamin - Sherwin Campbell - Anderson Cummins - Rajindra Dhanraj - Roland Holder - Brian Lara - Junior Murray - Courtney Walsh - Stuart Williams |

## One-Day Internationals

### Erstes ODI in Auckland
| 22. Januar Scorecard | Auckland | Neuseeland 167-6 (37/37)        | – | West Indies 149-1 (27.4/27.4) |
|                      |          | West Indies gewinnt mit 25 Runs |   |                               |

### Zweites ODI in Wellington
| 25. Januar Scorecard | Wellington (BR) | West Indies 246-7 (50)          | – | Neuseeland 205 (48.5) |
|                      |                 | West Indies gewinnt mit 41 Runs |   |                       |

### Drittes ODI in Christchurch
| 28. Januar Scorecard | Christchurch (AMI) | Neuseeland 146 (49)               | – | West Indies 149-1 (37.4) |
|                      |                    | West Indies gewinnt mit 9 Wickets |   |                          |

## Tests

### Erster Test in Christchurch
| 3. – 7. Februar Scorecard | Christchurch (AMI) | Neuseeland 341-8d (124.1) & 61-2 (32) | – | West Indies 312 (96.2) |
|                           |                    | Remis                                 |   |                        |

### Zweiter Test in Wellington
| 10. – 13. Februar Scorecard | Wellington (BR) | West Indies 660-5d (169.2)                         | – | Neuseeland 216 (84.4) & 122-40.2 (f/o) |
|                             |                 | West Indies gewinnt mit einem innings und 322 Runs |   |                                        |